# Asahi (Yamagata)
Asahi (朝日町 Asahi-machi?) es un pueblo localizado en la prefectura de Yamagata, Japón. En junio de 2019 tenía una población de 6.489 habitantes y una densidad de población de 33 personas por km². Su área total es de 196,81 km².

## Geografía

### Municipios circundantes
- Prefectura de Yamagata
  - Nagai
  - Ōe
  - Nishikawa
  - Oguni
  - Yamanobe
  - Shirataka

## Demografía
Según datos del censo japonés, la población de Asahi ha disminuido en los últimos años.
| Año del censo | Población |
| ------------- | --------- |
| 1995          | 9.819     |
| 2000          | 9.337     |
| 2005          | 8.593     |
| 2010          | 7.856     |
| 2015          | 7.119     |